# Desert Diamond Arena
Die Desert Diamond Arena ist eine Mehrzweckhalle in Glendale, einem Vorort der US-amerikanischen Stadt Phoenix im Bundesstaat Arizona. Sie war die Heimspielstätte der Arizona Coyotes aus der National Hockey League (NHL) sowie der Arizona Sting aus der National Lacrosse League (NLL). Die Arena wurde 2003 fertiggestellt und kostete insgesamt 225 Millionen US-Dollar. Die offizielle Kapazität bei Eishockey- und Lacrossespielen beträgt 17.799 Zuschauer. Sie ist Teil des Westgate Entertainment District, zu dem in der Nähe auch das State Farm Stadium gehört. Dort treten die Arizona Cardinals aus der National Football League (NFL) zu ihren Heimspielen an.

## Nutzung
Im Dezember 2003 zogen die Coyotes von ihrer bisherigen Heimat, der America West Arena (heute Footprint Center), in die neu eröffnete Glendale Arena. Der Hauptgrund für den Umzug war vor allem die Tatsache, dass die America West Arena, Heimat des Franchises Phoenix Suns aus der National Basketball Association (NBA), hauptsächlich für den Basketballsport konzipiert worden war und bei Eishockeyspielen die Sicht von vielen Plätzen aus schlecht war.
Als die Coyotes an die Steve Ellman Group verkauft wurden, begannen die Bauarbeiten für ein neues Eishockeystadion für die Coyotes. Mit zwei Jahren Verspätung wurde die Glendale Arena am 26. Dezember des Jahres 2003, also in der Mitte der NHL-Saison 2003/04, mit der Lacrosse-Partie der Arizona Sting gegen die Vancouver Ravens eröffnet. Das erste NHL-Spiel fand bereits am nächsten Abend statt, als die Coyotes die Nashville Predators mit 3:1 besiegten.
Zu Beginn des Jahres 2005 fand in der Arena das bisher einmalige February Frenzy statt, eine Sportveranstaltung der Arizona State High School, die Basketball-, Wrestling- sowie Cheerleading-Wettbewerbe in einem Mega-Event zusammenschloss.
Im August 2014 erhielt die Halle einen neuen Namen. Der Casinobetreiber Gila River Casinos schloss mit den Arizona Coyotes eine Partnerschaft über neun Jahre ab, zu der auch der Sponsorname gehört. Die Gila River Arena trägt den Namen offiziell seit dem 10. September 2014. Die Stadt Glendale bekommt dafür pro Jahr 600.000 US-Dollar.
Aufgrund der bevorstehenden Renovierung des Footprint Centers sollten die Arizona Rattlers ab 2020 übergangsweise in der Gila River Arena spielen. Sie hatten zuvor bereits einzelne Playoff-Spiele dort ausgetragen.
Mit dem Ende der Saison 2021/22 endete der Mietvertrag mit den Arizona Coyotes, wobei sich beide Parteien nicht auf eine Fortsetzung einigen konnten. Die Coyotes zogen daher zur Saison 2022/23 vorerst übergangsweise in die Mullett Arena.
Am 23. August 2022 wurde bekannt, dass Desert Diamond Casinos and Entertainment neuer Namenssponsor der Arena in Glendale geworden ist. Sie heißt zukünftig Desert Diamond Arena. Der Sponsor einigte sich mit der Stadt Glendale und dem Betreiber ASM Global auf einen mehrjährigen Vertrag.

## Galerie

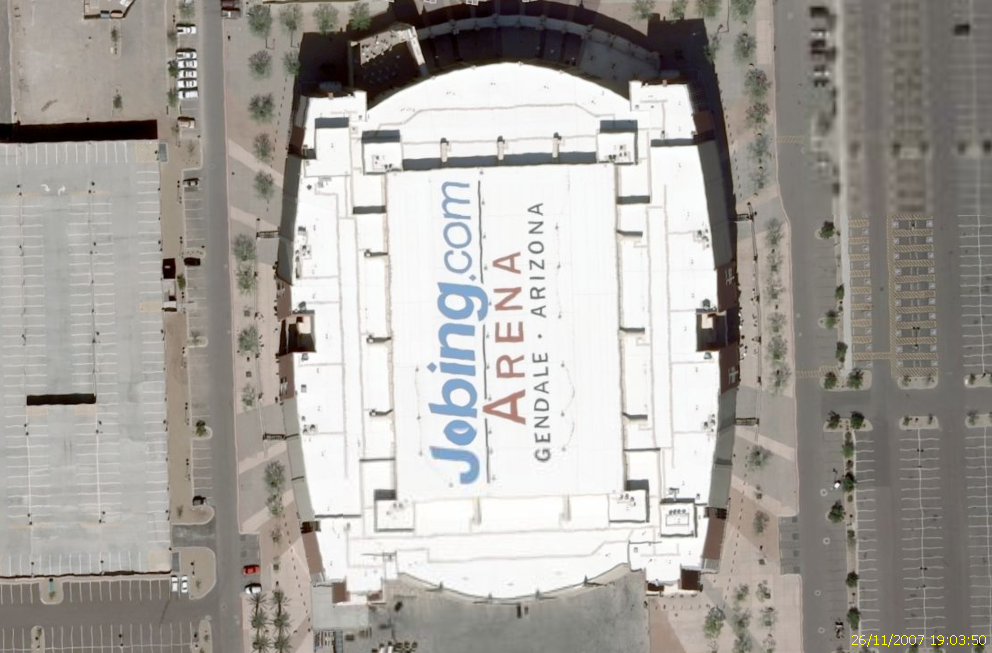
Satellitenbild mit ehemaligem Sponsornamen
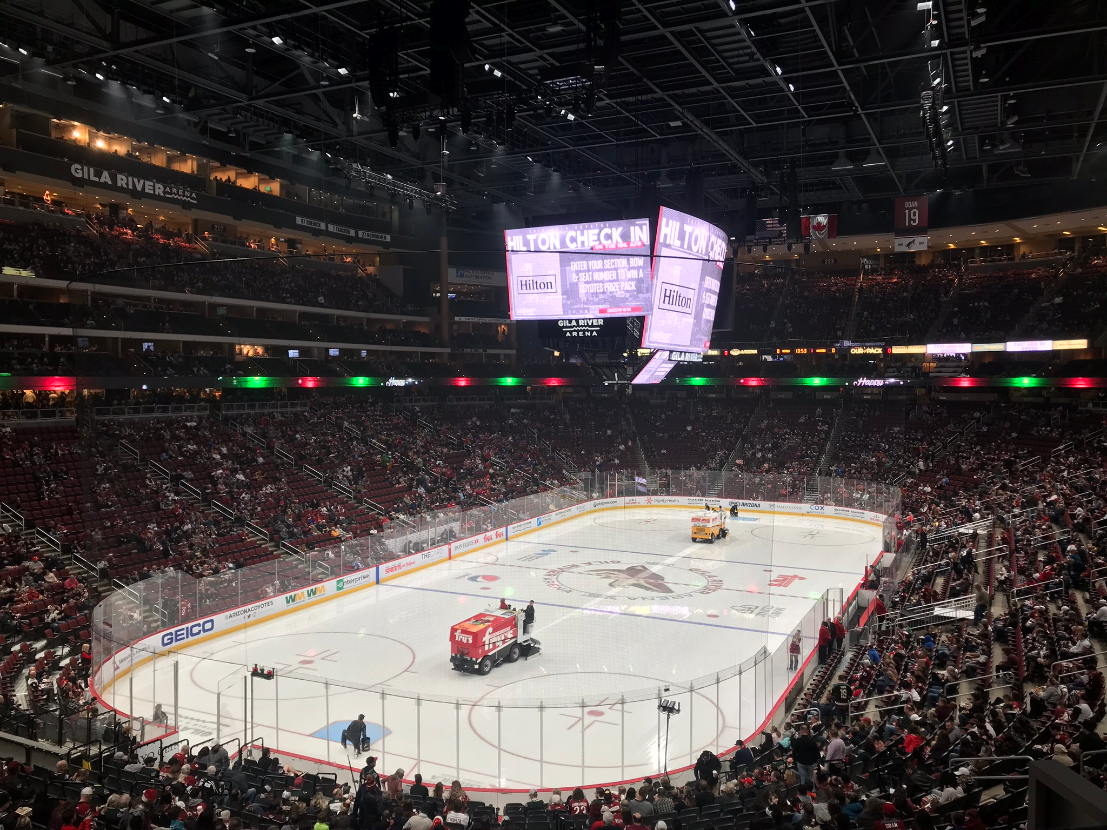
Die Arena vor einem Spiel der Arizona Coyotes gegen die New Jersey Devils am 14. Dezember 2019